# Tanytarsus irioneous
Tanytarsus irioneous är en tvåvingeart som beskrevs av Sasa och Suzuki 2000. Tanytarsus irioneous ingår i släktet Tanytarsus och familjen fjädermyggor. Inga underarter finns listade i Catalogue of Life.